# محافظة يدمة
محافظة يدمة هي إحدى محافظات منطقة نجران جنوب السعودية، وعاصمتها الإدارية مدينة يدمة.

## الموقع
تقع محافظة يدمة شمال مدينة نجران وتبعد عنها حاضرتها مدينة يدمة حوالي 182 كم، وتحد المحافظة من الشمال والغرب منطقة عسير، ومن الجنوب محافظة ثار، ومن الشرق محافظة وادي الدواسر.

## القرى والمراكز التابعة
تضم المحافظة مراكز:
- العزيزية

- أم عنيق
- اللجام
- سلطانة
- العرف
- وسط
- الوجيد
- الصحن
- الصليعاء
- الجفرة والكوكب
- المشقح
- نعوان
- الزملة
- الصالحية
- منادي
- المندفن
- مركز سدير

## الأودية
- وادي طلحام
- وادي اللجام
- وادي عشارة
- وادي الحبط
- وادي الحجر
- وادي الصحن

## السكان
- بلغ عدد سكان محافظة يدمة (16,160) نسمة حسب تعداد السعودية 2022، عدد السعوديين (13,269) نسمة، وعدد غير السعوديين (2,891) نسمة.[3]
- بلغ عدد سكان محافظة يدمه حوالي 17 ألف نسمة حسب إحصائية سنة 2010م.[4]

## محمية عروق بني معارض
توجد بمحافظة يدمة محمية عروق بني معارض، حيث تقع شمال منطقة نجران عند التقاء الحافة الغربيّة للرُّبع الخالي مع الجزء الجنوبي لنهاية سلسلة جبال طويق؛ وتمتد على مساحة 11980 كيلومتراً مربعاً، وأقيمت في عام 1994م. تتميز المحميّة بتنوع بيئاتها الطبيعية بين جبال وهضاب جيريّة متقطّعة ووديان وكثبان رملية تعدّ نماذج طبيعيّة هامة لمحميّة ذات أنماط حماية متعددة. تعد المحميّة آخر المواطن التّي شوهد فيها المها العربي في شبه الجزيرة العربية قبيل انقراضه عام 1979م. وإلى جانب ما يذكر عن سابق وجود المها العربي وظبي الآدمي وظبي العفري السعودي والوعل والنّعام العربي وطيور الحبارى والقطاء والحجل والصرد الرمادي فيها، فإنّها لا تزال تؤوي أنواعاً عديدة من الحيوانات منها الأرنب البري والوبر والذّئب والضّبع المخطّط والقطّ الرّملي وثعلب الرّمال وغيرها.